# Eki Fanlo Antzin
Eki Fanlo Antzin (Irún, 1993) es un árbitro internacional y exjugador de rugby.
Desde 2015 es árbitro en torneos de primer nivel de la Federación Española de Rugby ( División de Honor, Copa del Rey, Supercopa, etc.). Desde 2017 también es entrenador de árbitros de la Federación Española.
En 2021 debutó en el Rugby 7 en las World Rugby Sevens Series, convirtiéndose en el primer árbitro masculino de la Federación Española en arbitrar a este nivel.

## Como jugador
Comenzó a jugar al rugby a los 9 años en el Rugby Club Irun de su ciudad natal. Se desempeñó como delantero, concretamente como pilier y tercera línea.
Desde la categoría sub-9 jugó en todos los equipos de la cantera del conjunto de Irún hasta llegar al equipo sénior con 18 años. En la temporada 2011/12 militó en el equipo que ganó la Liga Vasca y ascendió a Primera Nacional. 
También en esa temporada debutó como árbitro en el partido entre Eibar y Uribealdea de Primera Nacional. Aunque inicialmente pudo compaginar ambos roles, optó por el arbitraje y decidió dejar de jugar para poder seguir vinculado al rugby y compaginarlo con sus estudios universitarios.

## Como árbitro

### Comienzos
Ante la falta de árbitros en las ligas guipuzcoanas, dos destacados árbitros del conjunto irunés, Iñaki Campos e Iñaki Vergara, empezaron a buscar jóvenes a los que animar a intentarlo.
Atraído por el papel del árbitro en el partido, Fanlo combinó los roles de jugador y juez. En 2009, un año después de empezar, dio el salto a Liga Vasca. Ese año también obtuvo el título de entrenador de primer nivel de World Rugby.
Continuó su formación arbitral participando en jornadas a nivel europeo, como la organizada en Lisboa en marzo de 2010 para árbitros portugueses y españoles, donde arbitró su primer partido internacional, entre las selecciones sub-18 de Portugal y España.
En abril de 2011, tuvo la oportunidad de participar en un intercambio organizado por la Federación Española de Rugby en la ciudad inglesa de Sedbergh. Gracias a ello, conoció cómo se vive el rugby en el país británico y participó en el torneo de rugby diez que se juega cada año en esa ciudad. 

### Salto a categoría nacional
El 22 de octubre de 2011 arbitró su primer partido en Primera Nacional en el campo de la Unbe de Éibar. El equipo local derrotó a Uribealdea por 24 a 6.
Sólo necesitó una temporada para ascender; de hecho, el 21 de octubre de 2012 fue designado árbitro del partido entre Ingenieros Industriales de Las Rozas de Madrid y la Universidad de Granada, que ganó el equipo local por 29 a 0. Aunque esa temporada sólo arbitró otro partido en la categoría de plata, entre el Hospitalet y el Oviedo, se convirtió en una de las caras habituales del rugby a nivel nacional, tanto como árbitro principal como asistente.
De hecho, fue asistente del donostia Iñigo Atorrasagasti en la Supercopa masculina de la temporada 2015/16. Esa misma temporada arbitró sus primeros partidos de División de Honor, debutando el 15 de febrero en el partido entre Getxo e INEF de División de Honor Femenina. En categoría masculina tuvo su oportunidad en octubre de ese año, en el partido entre el CRC Pozuelo y el VRAC Quesos Entrepinares de Valladolid. También en la temporada 2015/16 actuó como juez de línea en la final de la liga femenina, dirigida por Alhambra Nievas.
También desempeñó el papel de árbitro asistente en sus primeras experiencias en el rugby internacional o en citas como la de Estados Unidos y Tonga en el estadio de Anoeta y en la European Rugby Challenge Cup entre Heidelberg y Petrarca.
Mientras tanto, cada vez era más común ver partidos arbitrados por Fanlo en División de Honor. En la temporada 2016/17, participó en la final de Copa entre El Salvador y Santboiana, que se disputó ante 23.000 espectadores en el estadio José Zorrilla de Valladolid, y el partido entre el VRAC  en los Campos de Pepe Rojo. 
Esa misma temporada dirigió la final de División de Honor femenina, el partido entre el CRAT Coruña y el Olimpico Pozuelo, disputado en Burgos. En las siguientes temporadas siguió trabajando de forma destacada en los torneos más importantes de la Federación Española, teniendo oportunidades de arbitrar en cada vez más partidos importantes. El 6 de junio de 2021 arbitró la final de la Copa del Rey de rugby disputada en el estadio Carlos Belmonte de Albacete, con Andoni Susperregi e Iñigo Muñoz como árbitros. Cabe destacar que los dos últimos también son exjugadores de Txingudi Rugby Club.

### Rugby Internacional
El 20 de noviembre de 2021 arbitró el partido entre Polonia y Suiza del Rugby Europe Trophy (2.ª categoría del campeonato de Europa), actuando como asistentes Susperregi y Muñoz. Al año siguiente, el trío arbitral viajó a Israel para el partido del Conference 1, tercer nivel del Campeonato de Europa, entre el equipo local y Croacia. Entremedias, fue asistente de Atorrasagasti, junto a Pablo Pascual, en el partido entre Lituania y Bélgica del Trophy.
Además de los partidos entre selecciones, también ha sido asistente en el tercer torneo europeo más importante entre clubes.

### Rugby a siete Mundial
En 2020 dio el salto al rugby siete internacional. Aunque anteriormente había arbitrado en diferentes torneos de 7 (el torneo internacional de Elche o los organizados por la Federación Española), su debut internacional absoluto no se produciría hasta la celebración del Torneo Internacional de Rugby 7 de Madrid. Este torneo sirvió de preparación para el torneo de los Juegos Olímpicos de Tokio para los equipos que participaron. Allí, entre otros encuentros, pitó la final femenina, disputada entre Kenia y Rusia. Después de esta experiencia, Rugby Europe lo invitó a diferentes campeonatos continentales que se organizaron en Budapest y Riga.
El año siguiente, debido a las restricciones de viaje y las medidas vigentes por el COVID-19, los torneos de las series mundiales de 2022 en Australia y Nueva Zelanda reemplazados por los torneos de Málaga y Sevilla. Fanlo fue llamado a ambos torneos para desempeñarse como juez de línea. El 22 de enero, en el segundo día del torneo, le informaron que sería el árbitro principal en el partido femenino entre Brasil y Bélgica. David Cheregosa y Víctor Navarro fueron sus asistentes en el partido que se decidió a favor de las belgas (12-17) en la prórroga. Al día siguiente, arbitró el partido del campeonato masculino entre Kenia y Japón. El 10 de junio de 2022, World Rugby lo designó como árbitro de la Copa del Mundo de Rugby Sevens.   En el Mundial dirigió tres partidos del torneo femenino (Estados Unidos-Polonia, Brasil-Colombia y Colombia-Madagascar).En la temporada 2022/23, World Rugby lo convocó a los torneos de las Series Mundiales de Dubái y Ciudad del Cabo.

## Vida personal
En 2017 se licenció en Ingeniería Electrónica y Automática por la Universidad del País Vasco. Luego realizando una maestría en Sistema embebido.
Actualmente trabaja como ingeniero desarrollador en el ámbito BTM en CAF Signalling, empresa del sector ferroviario.
Es un apasionado del deporte, entre sus clubes favoritos están la Real Sociedad, Real Unión y Club Deportivo Bidasoa.
También es aficionado al ciclismo y, según sus palabras, "Erlaitz y Jaizkibel son los mejores centros de alto rendimiento". 